# Górki Zachodnie

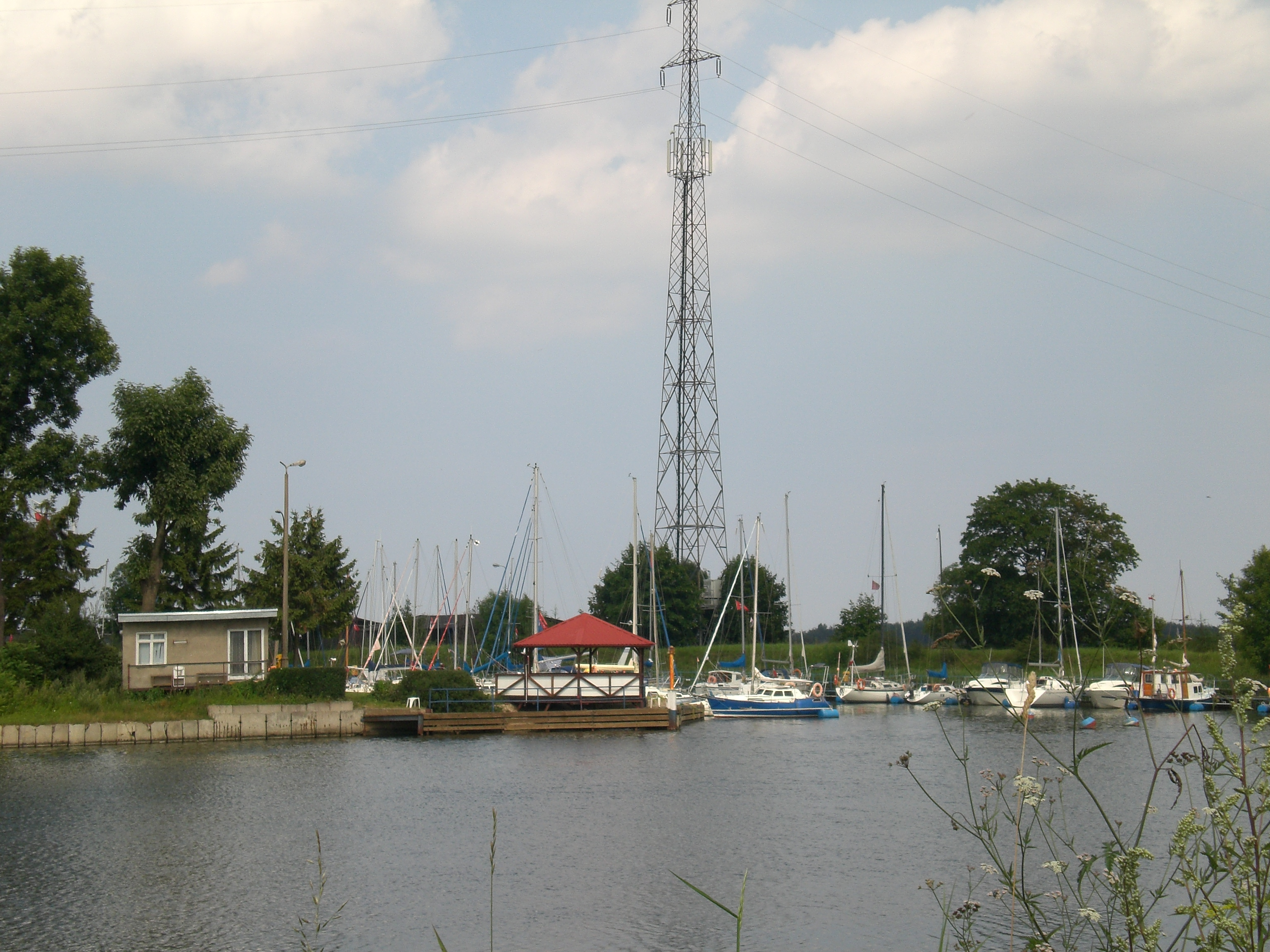
Górki Zachodnie, jacht klub

Górki Zachodnie (niem. Westlich Neufähr) – część miasta i osiedle w Gdańsku, na wschodzie wyspy Portowej, w dzielnicy Krakowiec-Górki Zachodnie.

## Nazwa
28 marca 1949 r. ustalono urzędową polską nazwę miejscowości – Górki Zachodnie, określając drugi przypadek jako Górek Zachodnich, a przymiotnik – zachodniogórecki.

## Położenie
Górki Zachodnie położone są na zachodnim brzegu Wisły Śmiałej oraz na północnym brzegu Martwej Wisły. Na zachód od Górek Zachodnich znajduje się Krakowiec, zaś na północ – wydmowy las zwany Lasem Miejskim, Jezioro Bursztynowe i Zielone Wyspy.

## Historia

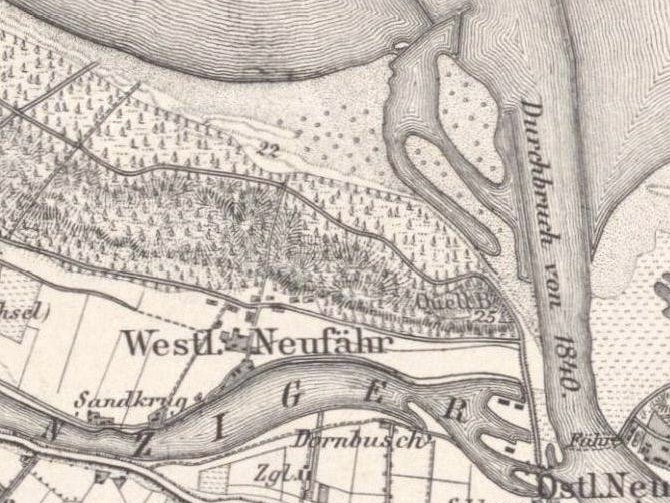
Górki Zachodnie na mapie z 1901

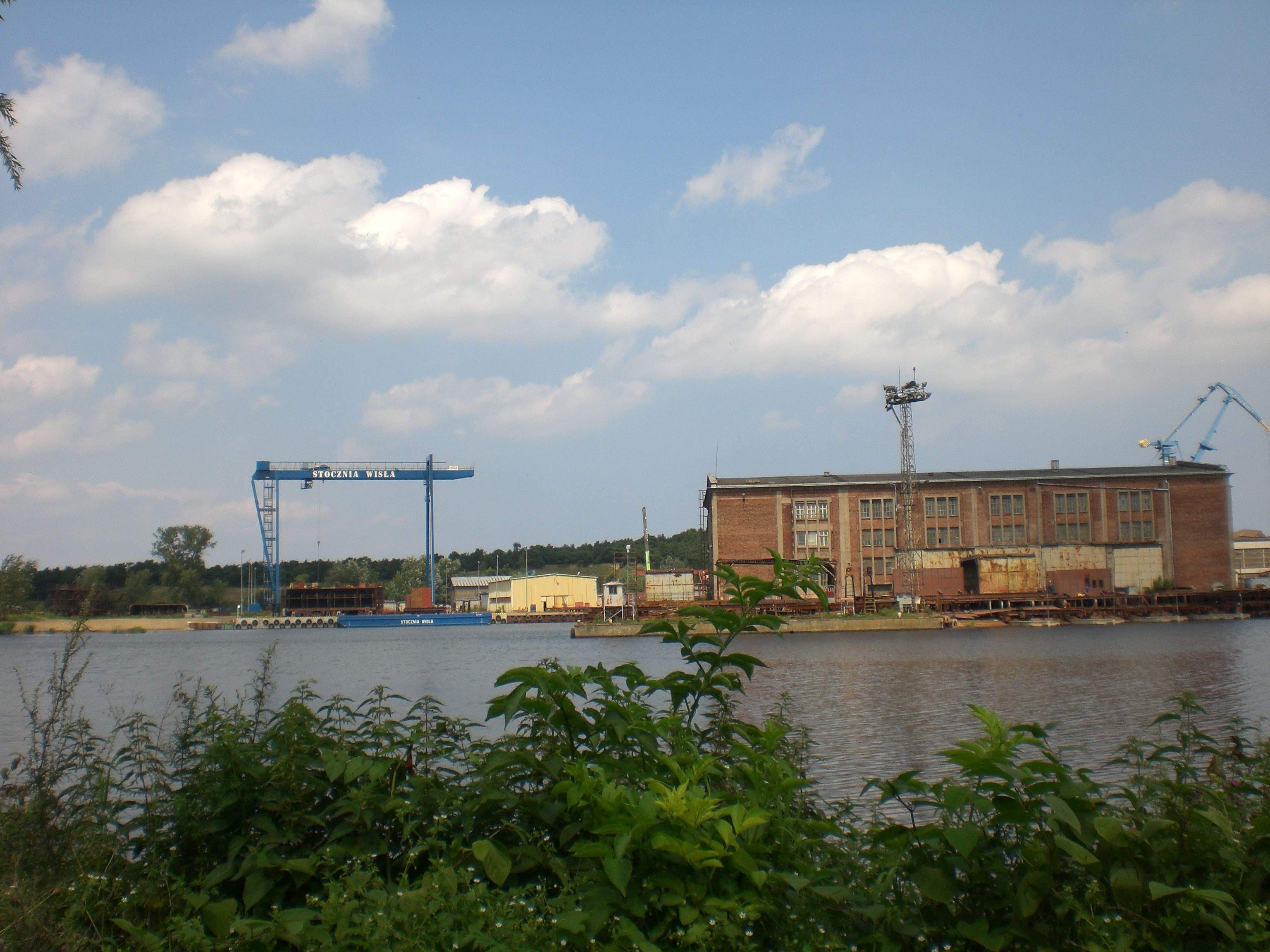
Górki Zachodnie, stocznia

Pierwotnie w Górkach Zachodnich znajdowała się osada rybacka, która jednak została zniszczona w 1840 wskutek przerwania wałów przez Wisłę Śmiałą, zaś w północnej części znajdowała się inna osada – niem. Neufährer Sandkathen. Osada do roku 1840 stanowiła wspólnie z dzisiejszymi prawobrzeżnymi Górkami Wschodnimi jedną miejscowość. Zostały przyłączone w granice administracyjne miasta w 1914. Do 1945 roku pomiędzy obubrzeżnymi Górkami kursował prom.
Obecnie osiedle ma charakter pustkowia, gdyż zdecydowaną jego większość pokrywają lasy wydmowe oraz nieużytki. Jedyna droga dojazdu do osiedla prowadzi z Krakowca. Zachodni obszar osiedla został zdegradowany krajobrazowo przez powstałą tu w latach 70. XX wieku bazę magazynową Przedsiębiorstwa Eksploatacji Rurociągów Naftowych „Przyjaźń”.

## Obiekty

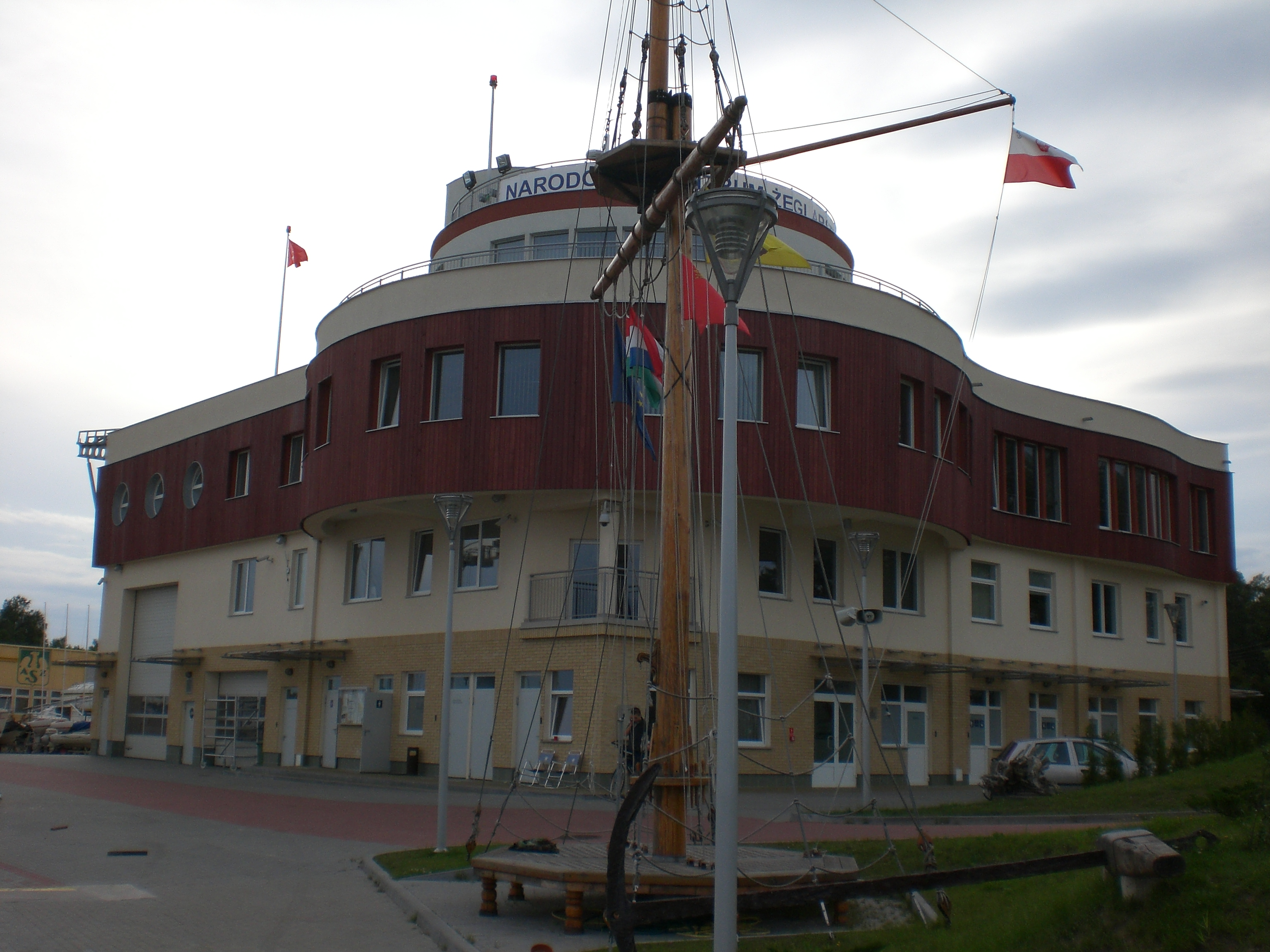
Narodowe Centrum Żeglarstwa AWFiS Gdańsk

Nadwodne położenie sprawiło, że w Górkach Zachodnich umiejscowiono takie obiekty i placówki jak:
- Stocznia Wisła (specjalizująca się w latach 70. i 80. w budowie holowników, statków ratowniczych dla PRO i katamaranów pasażerskich dla Żeglugi Gdańskiej)
- Jacht Klub Morski Stoczni Gdańskiej[2]
- Akademicki Klub Morski
- Stacja ratownictwa SAR – statek ratowniczy „Wiatr”
- Narodowe Centrum Żeglarstwa AWFiS Gdańsk; w l. 2021-2022 realizowane jest powiększenie do ponad 180 jednostek[3] kosztem 18,5 mln zł[4][5]
- Bosmanat
- Przejście graniczne dla jednostek sportowo-żeglarskich oraz jednostek rybackich o polskiej przynależności
- Marina jachtowa z hotelem GALION
- Ośrodek Wypoczynkowy BURSZTYNOWY LAS